# Cernusco sul Naviglio (metropolitana di Milano)
Cernusco sul Naviglio è una stazione della linea M2 della metropolitana di Milano.

## Storia
La stazione venne inaugurata il 5 maggio 1968, come parte della tratta Milano-Gorgonzola delle linee celeri dell'Adda.
La linea fu inizialmente servita dai tram per Vaprio e per Cassano; dal 4 dicembre 1972 venne servita dai treni della linea M2, prolungati dal vecchio capolinea di Cascina Gobba al nuovo di Gessate.

## Interscambi
Nelle vicinanze della stazione effettua fermata l'autolinea z402.
- Fermata autobus
- Parcheggio
- Portabiciclette

## Servizi
La stazione dispone di:
- Accessibilità per persone con disabilità
- Ascensori
- Emettitrice automatica biglietti
- Stazione video sorvegliata
- Servizi igienici

## Galleria d'immagini

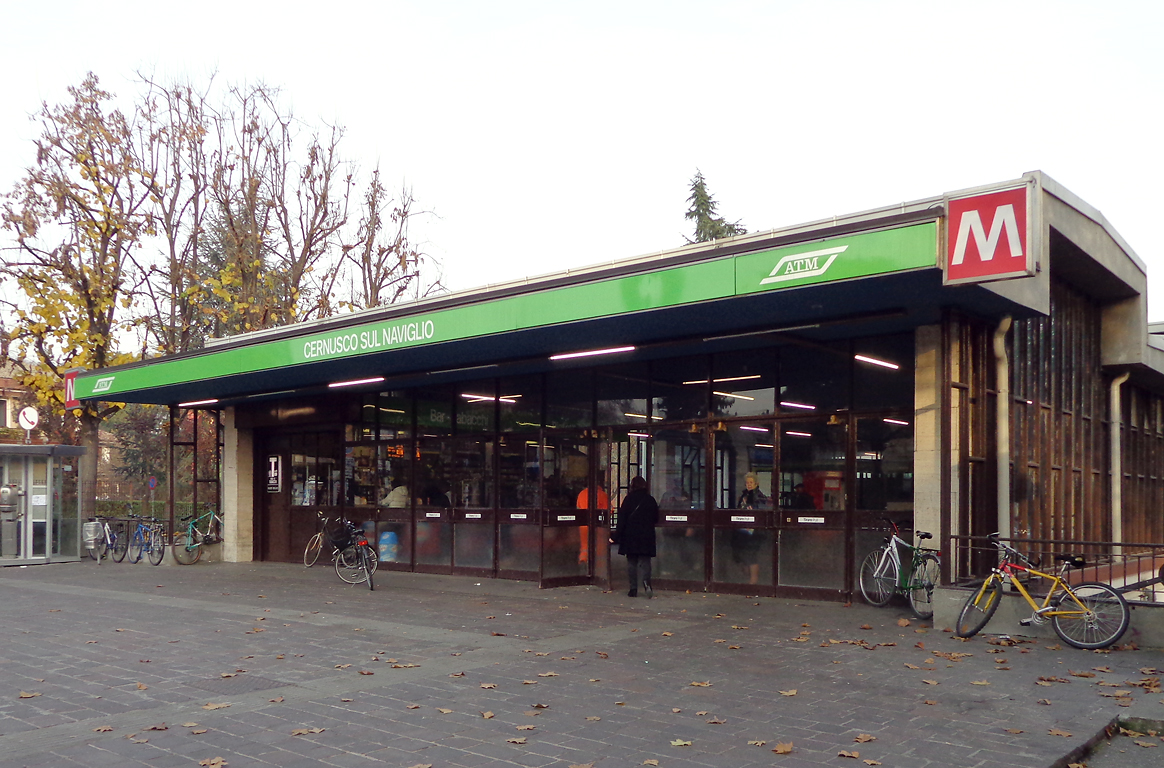
L'esterno